# 在日パナマ人
在日パナマ人（ざいにちパナマじん）は、日本に一定期間在住するパナマ国籍の人々である。

## 統計
日本の法務省の在留外国人統計によると、2023年12月末時点で在日パナマ人は98人である。
在留資格別（3位まで）
| 順位 | 在留資格 | 人数 |
| ---- | -------- | ---- |
| 1    | 永住者   | 23   |
| 2    | 留学     | 23   |
| 3    | 技能     | 18   |

都道府県別（3位まで）
| 順位 | 都道府県 | 人数 |
| ---- | -------- | ---- |
| 1    | 東京     | 36   |
| 2    | 北海道   | 7    |
| 3    | 千葉     | 7    |

## 著名人

### 野球選手
- フリオ・ズレータ
- マニー・アコスタ
- ベン・オグリビー
- フェルナンド・セギノール

### サッカー選手
- ホルヘ・デリー・バルデス